# Manandona
Manandona est une commune rurale malgache, située dans la partie sud de la région de Vakinankaratra.